# Korsbäckamöllan

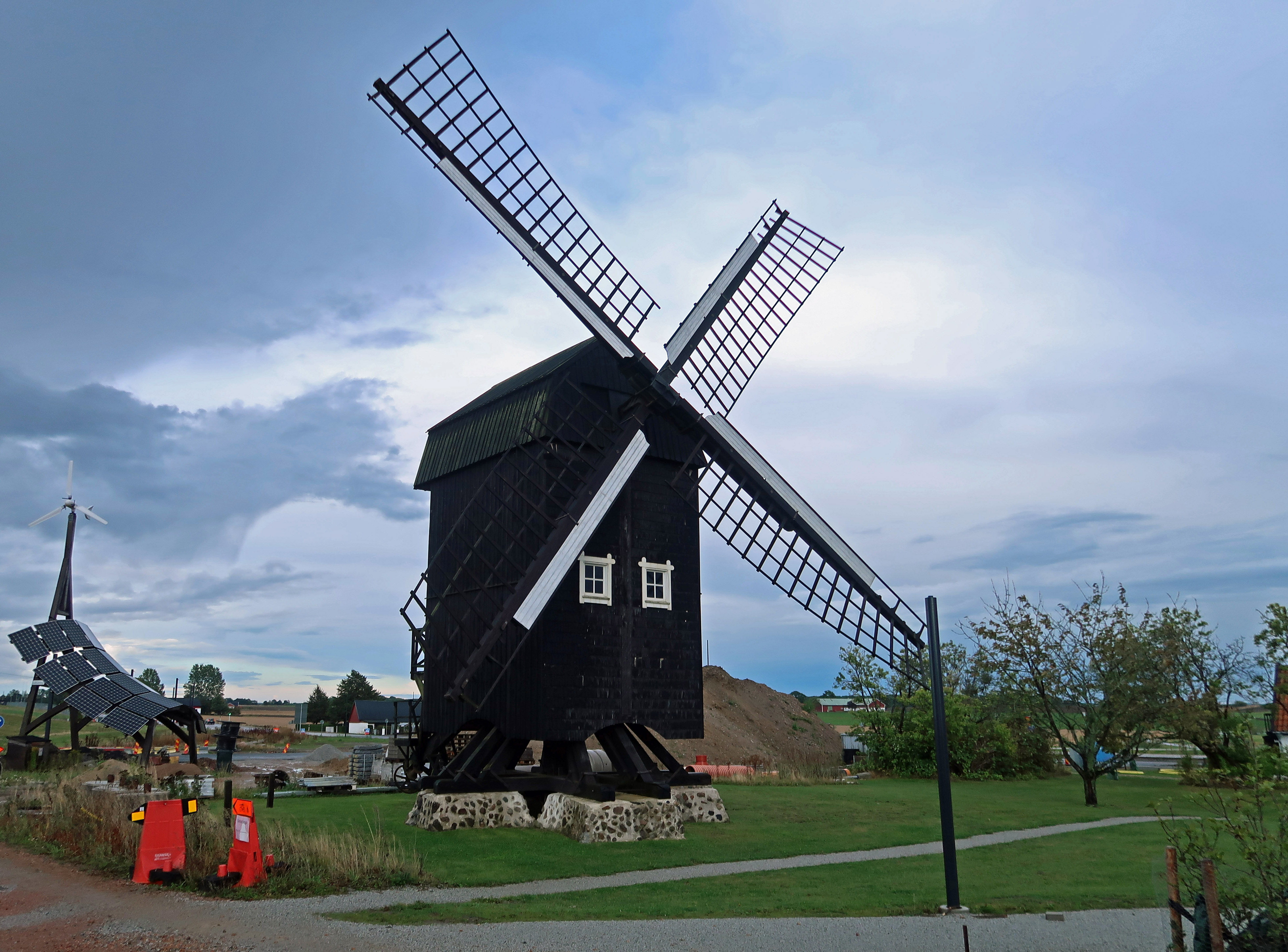
Odarslövs mölla 2022.

Korsbäckamöllan, eller sedan 1869 Odarslövs mölla, är förmodligen Skånes äldsta  väderkvarn. Den ligger i Lunds kommun och är av typ stubbkvarn. Den sägs vara byggd 1647, men har inte varit i reguljär drift sedan 1950. I samband med byggandet av ESS och Science Village i Lund renoverades kvarnen under 2016 och 2017. Den står vid spårvägsändhållplatsen ESS.  I den renoverade kvarnen kan vingarna snurra, medan kvarnhuset står i ett fast läge. Kvarnen har också kallats Nordströms mölla, då den ägdes av medlemmar av släkten Nordström, innan den flyttades från Hviderup till Odarslöv 1869.